# Utopia (Björk)
| Recensione    | Giudizio |
| ------------- | -------- |
| AllMusic      | [ 3 ]    |
| The A.V. Club | A        |

Utopia è il nono album in studio della cantautrice islandese Björk (il decimo, contando anche l'omonimo album solista del 1977), pubblicato dalla One Little Independent Records il 24 novembre 2017.

## Antefatti e pubblicazione
Il 7 marzo 2016 Björk annuncia in un’intervista di stare lavorando insieme ad Arca sul successivo album in studio, affermando: «L’ultimo album potremmo in qualche modo definirlo "inferno". È stato come divorziare! Così adesso stiamo creando il paradiso. L'utopia».
Il 15 settembre 2017 esce il singolo dell'album, The Gate, e per l'occasione Björk dichiara in un'intervista alla rivista online Nowness, andata in diretta Facebook, il titolo dell'album, Utopia. Riguardo alla scelta di tale titolo, Björk afferma nell'intervista:
Il 15 novembre 2017 viene pubblicato anche il secondo singolo estratto dall’album, Blissing Me.
L'album è infine pubblicato il 24 novembre 2017 dalla One Little Independent Records.
Il 26 aprile 2019 l'album viene pubblicato dalla stessa etichetta discografica in formato di musicassetta.
Il 10 maggio 2019, dopo il secondo concerto del residency show Cornucopia, viene pubblicato sul canale YouTube della cantante il video di Tabula Rasa, usato come sfondo durante gli stessi spettacoli.
Il 6 agosto 2019, per celebrare l'annuncio delle prime date europee di Cornucopia, viene pubblicato anche il video di Losss.

## Produzione
Per la realizzazione di Utopia, Björk collabora nuovamente con la produttrice venezuelana Arca che già aveva prodotto Vulnicura. La cantante ha descritto il suo percorso di collaborazione con Arca come «la più forte relazione musicale avuta», paragonandola a quella di Joni Mitchell e Jaco Pastorius per gli album Hejira e Don Juan’s Reckless Daughter («È la sinergia di quando due persone perdono il loro ego»), entrambi da lei lodati. Al duo si aggiunge il produttore texano Rabit, che partecipa alla produzione della traccia Losss.

## Stile musicale e temi trattati
Intanto possiamo immaginarlo, e poi dire con forza e chiarezza quello che vogliamo. Definirlo, fare un manifesto.

Finché la scrivi su un pezzo di carta, l’utopia è solo un’idea. Perché si realizzi dobbiamo sognare tutti insieme lo stesso sogno.»
(Björk su Utopia)
Utopia è un album basato sui generi folktronica e avant-garde, in cui si uniscono suoni elettronici ad elementi acustici, nonché a un largo utilizzo dei fiati, in particolare il flauto. Nel progetto sono stati coinvolti anche i tenores di Bitti, con l'aggiunta di alcune loro canzoni, tra cui Cantu a ballu seriu, nel mix di suoni che compongono Utopia. L'album ruota intorno al concetto dell'amore, per il prossimo e per la natura. Björk lo descrive come il suo “album Tinder” e afferma: «riguarda quella ricerca (per l’utopia) - e riguarda l’essere innamorati. Spendere del tempo con una persona che ti piace accade quando il sogno diventa reale».
La traccia The Gate è un brano ambient che parla dell'amore in un modo definito dall'artista "spirituale" e "trascendentale"; Blissing Me descrive il rapporto di due persone unite dall'amore per la musica; Courtship parla del rifiuto in amore, mentre in Features Creatures Björk immagina di assemblare l'uomo ideale attraverso le caratteristiche di un profilo online. Rimangono cenni alla fine della relazione con Matthew Barney, che era stata il tema centrale di Vulnicura e che si ripresenta nelle tracce Sue Me e Tabula Rasa.

## Tracce
Testi di Björk, musiche di Björk, eccetto dove indicato.

### Edizione standard
1. Arisen My Senses – 4:59 (musica: Björk, Arca)
2. Blissing Me – 5:05
3. The Gate – 6:33 (musica: Björk, Arca)
4. Utopia – 4:42
5. Body Memory – 9:46
6. Features Creatures – 4:49 (musica: Björk, Sarah Hopkins)
7. Courtship – 4:44
8. Losss – 6:51
9. Sue Me – 4:57 (musica: Björk, Arca)
10. Tabula Rasa – 4:42
11. Claimstaker – 3:18 (musica: Björk, Arca)
12. Paradisia – 1:44
13. Saint – 4:41
14. Future Forever – 4:47 (musica: Björk, Arca)

### Utopia Bird Call Boxset
Bonus tracks
1. Arpegggio – 4:15
2. Arisen My Senses (Lanark Artefax Remix) – 5:12 (musica: Björk, Arca)
3. Arisen My Senses (Jlin Rework) – 3:27 (musica: Björk, Arca)
4. Arisen My Senses (Kelly Lee Owens Remix) – 6:38 (musica: Björk, Arca)
5. Blissing Me (feat. serpentwithfeet) – 4:16
6. Blissing Me (Harpa version) – 5:05
7. Features Creatures (Fever Ray Remix) – 4:08 (musica: Björk, Sarah Hopkins)
8. Features Creatures (The Knife Remix) – 4:37 (musica: Björk, Sarah Hopkins)

Bonus video
1. The Gate (regia Andrew Thomas Huang) – 6:48 (musica: Björk, Arca)
2. Blissing Me (regia di Tim Walker e Emma Dalzell) – 5:06
3. Utopia (regia di Warren Du Preez e Nick Thornton Jones) – 3:45
4. Arisen My Senses (regia di Jesse Kanda) – 5:05 (musica: Björk, Arca)
5. Tabula Rasa (regia di Tobias Gremmler) – 4:27
6. Losss (regia di Tobias Gremmler) – 4:45

### Edizione vinile
Lato A
1. Arisen My Senses – 4:59 (musica: Björk, Arca)
2. Blissing Me – 5:05
3. The Gate – 6:33 (musica: Björk, Arca)

Lato B
1. Body Memory – 9:46
2. Losss – 6:51

Lato C
1. Utopia – 4:42
2. Saint – 4:41
3. Courtship – 4:44
4. Sue Me – 4:57 (musica: Björk, Arca)

Lato D
1. Tabula Rasa – 4:42
2. Claimstaker – 3:18 (Björk, Arca)
3. Paradisia – 1:44
4. Features Creatures – 4:49 (musica: Björk, Sarah Hopkins)
5. Future Forever – 4:47 (musica: Björk, Arca)

## Formazione
Di seguito sono elencati i musicisti che hanno suonato nel disco e il personale che ha collaborato alla sua realizzazione.

### Musicisti
- Björk – voce, digital flute, arrangiamenti per flauti, arrangiamenti per voce, arrangiamenti per coro, arrangiamenti per violino
- Arca – elettronica, synth, beats
- Flautiste
  - Melkorka Ólafsdóttir – solo
  - Áshildur Haraldsdóttir – solo
  - Berglind María Tómasdóttir – solo
  - Steinunn Vala Pálsdóttir
  - Björg Brjánsdóttir
  - Þuríður Jónsdóttir
  - Pamela De Sensi
  - Sigríður Hjördís Indriðadóttir
  - Emilía Rós Sigfúsdóttir
  - Dagný Marinósdóttir
  - Sólveig Magnúsdóttir
  - Berglind Stefánsdóttir
  - Hafdís Vigfúsdóttir
- Katie Buckley – arpa
- Hamrahlíðarkórinn – coro
- Þorgerður Ingólfsdóttir – direttrice del coro
- Robin Carolan – "quinto orecchio"
- Júlia Mogensen – violino
- Hávarður Tryggvason – contrabasso

### Personale tecnico
- Heba Kadry – missaggio (tracce 2, 5–8, 11)
- Marta Salogni – missaggio (tracce 1, 3, 4, 9, 10, 12–14), missaggio vocale (tracce 2, 8)
- Bergur Þórisson – ingegnere del suono
- Bart Migal – ingegnere del suono
- Chris Elms – ingegnere del suono
- Mandy Parnell – mastering
- Björk – composizione, produzione
- Arca – composizione (tracce 1, 4, 9, 11, 14), produzione (tracce 1–11, 13, 14)
- Sarah Hopkins – composizione (traccia 6)
- Rabit – produzione (traccia 8)

### Copertina
- Björk – direttore creativo, personaggio in copertina
- Jesse Kanda – direttore creativo, fotografo
- James Merry – direttore creativo, accessori
- Raphael Salley – capelli
- Hungry – trucco
- Juliette Larthe – produzione
- Ken Kohl – fotografo del feto di uccello
- M/M Paris – direzione creativa, tipografia, illuminazione digitale

## Classifiche
| Classifica (2017)         | Posizione massima |
| ------------------------- | ----------------- |
| Australia                 | 22                |
| Austria                   | 23                |
| Belgio (Fiandre)          | 18                |
| Belgio (Vallonia)         | 34                |
| Francia                   | 35                |
| Finlandia                 | 40                |
| Germania                  | 26                |
| Giappone                  | 48                |
| Irlanda                   | 31                |
| Italia                    | 34                |
| Paesi Bassi               | 29                |
| Portogallo                | 10                |
| Regno Unito               | 25                |
| Regno Unito (indie)       | 10                |
| Regno Unito (vinili)      | 3                 |
| Spagna                    | 24                |
| Stati Uniti               | 75                |
| Stati Uniti (alternative) | 3                 |
| Stati Uniti (indie)       | 4                 |
| Stati Uniti (tastemakers) | 2                 |
| Svezia                    | 28                |